# Згорня Хайдина
Згорня Хайдина (словен. Zgornja Hajdina) — поселення в общині Хайдина, Подравський регіон‎, Словенія.